# ニック・ボロテリー・テニスアカデミー
IMGアカデミー・ボロテリーテニスプログラム（英: IMG Academy Bollettieri Tennis program ）はアメリカ合衆国フロリダ州に本部を置くプロテニス選手を養成する完全寄宿制の国際テニス選手養成学校である。多様な分野のスポーツ選手を抱えるプロアスリートを専門とするスポーツ選手の総合養成学校、IMGアカデミー（IMG Academy, IMGA ）を構成するアカデミーの1つでもある。

## 概要
1972年、アメリカ出身のテニス・コーチのニック・ボロテリー(1931 - 2022)によってニック・ボロテリー・テニスアカデミー（英: Nick Bollettieri Tennis Academy ）が創設される。1987年、NBTAはスポーツ総合マネジメント企業であるインターナショナル・マネジメント・グループ（International Management Group, IMG ）によって買収され、複合型スポーツ選手養成施設、IMGAの一構成部門となる。1993年、IMGAはNBTAのテニス部門のほか、ゴルフ、サッカー、野球、バスケットボール部門等、計18部門を擁する総合スポーツ養成学校へと成長する。
同アカデミーはかつて日本に進出したことがあり、1982年に神奈川県藤沢市で日本校を開校したものの後に撤退している。この日本校では杉山愛・吉田友佳・岩渕聡等の後の日本トップ選手がジュニア時代に在籍し指導を受けていた。

### 主要選手
2008年現在、卒業生47名を数えるNBTAからは、卒業生も含むと以下の主要な選手が輩出されている（アルファベット順）。
| 日本語名           | ラテン文字名    | 出身国         |
| ------------------ | --------------- | -------------- |
| アンドレ・アガシ   | Andre Agassi    | アメリカ合衆国 |
| ボリス・ベッカー   | Boris Becker    | ドイツ         |
| ジム・クーリエ     | Jim Courier     | アメリカ合衆国 |
| トミー・ハース     | Tommy Haas      | ドイツ         |
| マルチナ・ヒンギス | Martina Hingis  | スイス         |
| アンナ・クルニコワ | Anna Kournikova | ロシア         |
| マックス・ミルヌイ | Max Mirnyi      | ベラルーシ     |
| ピート・サンプラス | Pete Sampras    | アメリカ合衆国 |
| モニカ・セレシュ   | Monica Seles    | ユーゴスラビア |
| マリア・シャラポワ | Maria Sharapova | ロシア         |
| 錦織圭             | Kei Nishikori   | 日本           |

 男子
| - ポール・アナコーン - ジミー・アリアス - パブロ・アラヤ - ユーネス・エル・アイナウイ - フィリップ・ベスター - ビヨン・ボルグ - テイラー・エドガー - トーマス・エンクビスト - ブライアン・ゴットフリート - マウリシオ・ハダド - ライアン・ハリソン | - マーク・ノールズ - アーロン・クリックステイン - ジェシー・リーバイン - グザビエ・マリス - ポール＝アンリ・マチュー - ティム・メイヨット - ニコラス・ペレイラ - マーク・フィリプーシス - マルセロ・リオス - グレグ・ルーゼドスキー - アンドレ・サ - デビッド・ウィートン |

 女子
| - カーリン・バセット＝セグソ - リサ・ボンダー - サンドラ・カシック - ジェニファー・カプリアティ - パム・カサーレ - エレナ・ドキッチ - サラ・エラニ - メアリー・ジョー・フェルナンデス - タチアナ・ゴロビン - ダニエラ・ハンチュコバ - アンケ・フーバー - ジャミー・ジャクソン - エレナ・ヤンコビッチ - アンナ・クルニコワ - ミシェル・ラーチャー・デ・ブリトー | - ザビーネ・リシキ - ミリヤナ・ルチッチ＝バロニ - イバ・マヨリ - タラ・ムーア - マリー・ピエルス - ラファエラ・レジ - アレクサンドラ・スティーブンソン - ニコル・バイディソバ - カロリネ・ビス - ヘザー・ワトソン - セリーナ・ウィリアムズ - ビーナス・ウィリアムズ - ファビオラ・スルアガ |

## 盛田正明テニス・ファンド
日本では公益財団法人盛田正明テニス・ファンドがこのアカデミーへの渡航費、アカデミーの費用、遠征費や現地学校の学費などを支援している。2000年から開始し過去、錦織圭・西岡良仁などを輩出した。2013年から公募制となった。